# Kujambels
Mit  Kujambels  bezeichnen Seeleute Münzen und Scheine einer Währung, die ihnen fremd war und wenig Wert hatte. Die Namen zu behalten oder bei Kauf oder Umtausch nachzuzählen, wurde für zu mühsam und unnötig gehalten. Gebräuchlich ist nur der Plural.
In der Deutschen Marine oder auch beim fliegenden Personal der Deutschen Lufthansa wird der Ausdruck noch verwendet. In Postspielen wird viel Geld mit „Kilokujambel“ bezeichnet.